# Rio Bâuca
O Rio Bâuca é um rio da Romênia afluente do Rio Neagra Şarului, localizado no distrito de Suceava.